# Thomas Pesquet
Thomas Pesquet (* 27. února 1978 Rouen) je francouzský letecký pilot a astronaut. V roce 2009 byl přijat v náboru astronautů do Evropské vesmírné agentury a v roce 2010 úspěšně dokončil základní výcvik pro let do vesmíru. V roce 2014 bylo oznámeno jeho obsazení v Expedici 50/51 na Mezinárodní vesmírnou stanici, na stanici pracoval od listopadu 2016 do června 2017. V současnosti absolvuje svůj druhý let do vesmíru v lodi SpaceX Crew-2.

## Vzdělání a kariéra
Thomas Pesquet se narodil 27. února 1978, pochází ze severofrancouzského Rouenu. Roku 2001 ukončil studium na Vysoké škole letectví a kosmonautiky (École Nationale Supérieure de l’Aéronautique et de l’Espace) ziskem magisterského titulu v oboru konstrukce a řízení kosmických lodí. Poté byl krátce zaměstnán ve francouzské firmě Thales Alenia Space a španělské kosmické společnosti GMV.
V letech 2002 až 2004 pracoval ve Francouzské vesmírné agentuře jako výzkumný inženýr na autonomních vesmírných misích. V roce 2004 podstoupil letecký výcvik pod společností Air France a v roce 2006 začal létat s letadlem Airbus A320 jako komerční pilot. Nalétal více než 2300 hodin a stal se také leteckým instruktorem na A320.
V roce 2009 byl přijat jako astronaut Evropské vesmírné agentury (ESA) a v listopadu 2010 úspěšně dokončil základní výcvik na astronauta. V roce 2014 byl vybrán jako aquanaut na podvodní laboratoři NEEMO 18, kde strávil devět dní.

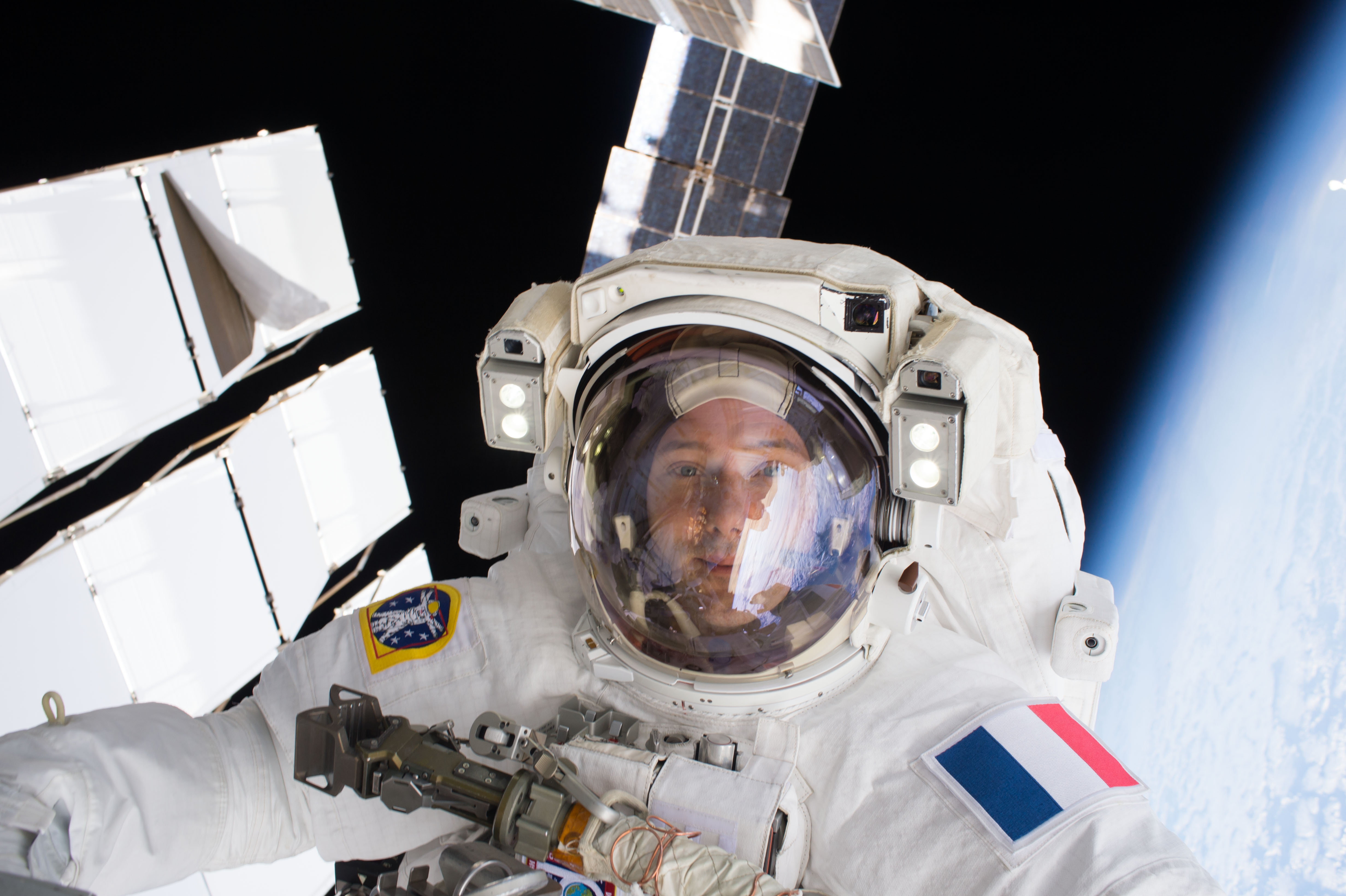
Thomas Pesquet při EVA v lednu 2017.

V roce 2014 ESA oznámila jeho obsazení v Expedici 50/51 na Mezinárodní vesmírnou stanici, byl také náhradníkem za astronauta ESA Andrease Mogensena z Dánska, který letěl na ISS v září 2015 pouze na 10 dní v lodi Sojuz TMA-18M.
Na oběžnou dráhu Země vzlétl 17. listopadu 2016 v Sojuzu MS-03 společně s Olegem Novickým a Peggy Whitsonovou. Po spojení s ISS se trojice kosmonautů zapojila do práce Expedice 50, resp. od dubna 2017 Expedice 51. V lednu a březnu 2017 absolvoval dva výstupy do volného prostoru spolu s Robertem Kimbroughem, který na ISS přiletěl v říjnu 2016 v Sojuzu MS-02. Provedli řadu údržbářských instalačních prací včetně promazání robotické ruky Canadarm2 a instalace nové řídící jednotky rozvodu elektřiny a mimo stanici strávili celkem 12 hodin a 32 minut. Dne 2. června 2017 se Novickij, Pesquet a Whitsonová s lodí odpojili od stanice a týž den přistáli v kazachstánské stepi. Ve vesmíru strávili 196 dní, 17 hodin a 49 minut.
Dne 28. července 2020 byl jmenován letovým specialistou mise SpaceX Crew-2. Loď, na jejíž palubě byli dále Robert Shane Kimbrough, Katherine Megan McArthurová a Akihiko Hošide, odstartovala 23. dubna 2021 v 9:49 UTC a  24. dubna v 9:08 UTC se připojila k Mezinárodní vesmírné stanici ISS, kde posádka stráví zhruba půl roku jako součást dlouhodobé posádky Expedice 65. Pesquet se spolu s Kimbroughem třikrát během deseti dní (16. června, 20. června a 25. června) vydal na vycházku do otevřeného prostoru kvůli instalaci první ze tří dvojic nových solárních panelů (Roll Out Solar Array, iROSA). Mimo stanici strávili celkem 20 hodin a 28 minut. Další vycházku Pesquet absolvoval společně s velitelem ISS Hošidem 12. července 2021, aby – mimo jiné – sestavili a připevnili na část příhradové nosné konstrukce, označovanou P4, speciální konzoli, která později umožní instalaci a roztažení třetího panelu iROSA. Tento první výstup z ISS, jehož účastníkem nebyl ani jeden ruský kosmonaut nebo americký astronaut, trval 6 hodin a 54 minut. Celková doba Pesquetových čtyř výstupů během Expedice 65 dosáhla 27 hodin a 22 minut a se započtením dvou výstupů z roku 2017 strávil mimo ISS 39 hodin a 54 minut. Po odpojení od ISS 8. listopadu 2021 v 19:05 UTC let skončil přistáním 9. listopadu v 03:33 UTC. S dobou trvání 199 dní, 17 hodin a 44 minut se stal nejdelším letem americké kosmické lodi.

## Osobní život
Má staršího bratra. Má černý pásek v judu, dále ho baví basketbal, běh a plavání. Má rád cestování, čtení a hraje na saxofon.